# Sparkman (Arkansas)
Sparkman est une ville située dans l’État américain de l'Arkansas, dans le comté de Dallas.